# Hôpital Riviera-Chablais
Pour les articles homonymes, voir HRC.
 (aoüt 2020).
L’Hôpital Riviera-Chablais, Vaud-Valais (HRC) est un hôpital de droit public intercantonal, membre de la Fédération des hôpitaux vaudois. Il dessert les régions de la Riviera vaudoise, ainsi que les Chablais vaudois et valaisan, dans les cantons de Vaud et du Valais, en Suisse.
L’inauguration officielle du Centre hospitalier de Rennaz eu lieu le 29 août 2019 et les premiers patients ont été accueillis le 4 novembre 2019,.

## Sites de l'Hôpital Riviera-Chablais
- Centre hospitalier de Rennaz : fonctionne toute l’année, 24h sur 24h
  - Soins aigus : pédiatrie, gynécologie, obstétrique, médecine, chirurgie, orthopédie, soins intensifs, etc.
  - Service des urgences de l’HRC : urgences adultes, enfants et gynéco-obstétricales
  - Pharmacie hospitalière : Pharmacie des hôpitaux de l'Est lémanique[3].
- Site hospitalier de Vevey Providence
  - Permanences médicales de la Riviera : pour adultes et enfants (dès 4 ans) ouverte toute l'année, de 8h à 20h.
  - Clinique de gériatrie et réadaptation de Vevey Providence
- Site hospitalier de Monthey
  - Permanences médicales du Chablais : pour adultes et enfants (dès 4 ans) ouverte toute l'année, de 8h à 20h.
- Site hospitalier de Mottex Blonay
  - Clinique de gériatrie et réadaptation de Mottex. Ce site hospitalier de Mottex sera fermé en automne 2021 et son activité transférée au sein de la nouvelle Clinique de gériatrie et réadaptation de la Riviera sur le site de Vevey Samaritain.
- Espace Santé Valerette à Aigle
  - Pôle Physio-Ergo d'Aigle

## Historique

### Projet
En octobre 2001, les gouvernements valaisan et vaudois se sont prononcés en faveur d’un nouveau centre hospitalier de soins aigus pour la Riviera et les Chablais vaudois et valaisan. Ce rapprochement a donné lieu au projet de construction de l'Hôpital Riviera-Chablais. La date de mise en fonction du nouvel hôpital est envisagée pour fin 2016.
L’Hôpital Riviera-Chablais est un nouvel ensemble hospitalier. Il remplace deux hôpitaux, l'Hôpital Riviera et l'Hôpital du Chablais, et réunit cinq sites de soins aigus. Ce nouvel hôpital comprend : 
- un nouveau site de soins aigus et d'urgences situé au lieu-dit « Grange des Tilles », à Rennaz, au centre de la région concernée ;
- deux centres de traitements et de réadaptations (CTR) avec antenne médico-chirurgicale pour le traitement des petites urgences et un centre de dialyse. Ces deux antennes de proximité seront situées à Vevey (Samaritain) et à Monthey.

Le coût de construction du nouvel hôpital est estimé à 315 millions de francs suisses. Ce coût comprend notamment les surfaces de plancher prévues, les équipements d’exploitation, les équipements hospitaliers, l’ameublement, les aménagements extérieurs et les travaux de transformation et d’adaptation des sites déjà existants.
Différentes prises de décisions ont permis d’aboutir à un contexte favorable à la mise en place d’un nouveau centre de soins aigus pour la Riviera et les Chablais vaudois et valaisan. 

### Hôpitaux de la Riviera
- 1995 : Une étude[7] mandatée par le Service de la santé publique du Canton de Vaud recommande que les hôpitaux de la Riviera[8], comprenant les sites de Samaritain, Montreux et Mottex, fusionnent au sein d’une seule entité multisite avant d’envisager un regroupement sur un seul site.
- 1er janvier 1998 : Les trois hôpitaux de Samaritain, Montreux et Mottex fusionnent.
- Janvier 2004 : l’Hôpital de la Providence s’associe à cette fusion, pour créer la « Fondation des Hôpitaux de la Riviera ».

### Hôpitaux du Chablais
- Janvier 1998 : Un hôpital unique multisite, l’Association « Hôpital du Chablais », est mis en place par fusion juridique des hôpitaux de soins aigus d’Aigle et de Monthey.
- À partir de 2000 : Les différentes spécialités sont regroupées chacune sur un seul site.

### Hôpital Riviera-Chablais
- 2000 : Les Services de la santé publique vaudois et valaisan mandatent une étude[9] pour évaluer les retombées du remplacement des cinq sites par un nouvel hôpital.
- Octobre 2001 : Les gouvernements valaisan et vaudois font une déclaration commune[7] optant en faveur d’un nouveau centre hospitalier de soins aigus Rivera-Chablais sur un nouveau site.
- Fin 2001 : Un groupe de travail est mandaté pour définir le meilleur emplacement du futur centre hospitalier en s’appuyant sur les expertises de l’Office fédéral de la statistique (OFS) et de l’École polytechnique fédérale de Lausanne (EPFL).
- Novembre 2002 : le rapport du groupe de travail est rendu aux Gouvernements vaudois et valaisan. Plus connu sous le nom de « Rapport Boillat », il préconise le terrain au lieu-dit « Grange des Tilles », à Rennaz[9].
- Juillet 2004 : Un rapport complémentaires des sites, dit « Albatros »[10], confirme la conclusion du premier groupe de travail. Le site de « La Grange des Tilles » est sélectionné parmi quatre autres sites potentiels.
- Septembre 2004 : Les Conseils d’État vaudois et valaisan décident de choisir pour site d’implantation du Centre hospitalier Rivera-Chablais, les terrains dits « Grange des Tilles » à Rennaz[10].

### Sites de l'HRC jusqu'en 2019
Certains sites déjà existants avant l'ouverture de l'Hôpital Riviera-Chablais (site de Rennaz) ont été intégrés au nouveau site, d'autres ont été reconvertis en divers établissements, et d'autres ont cessé leurs activités.
Le projet en 2012 était le suivant. Certains sites devaient être affectés au nouvel hôpital de la manière suivante :
- site du Samaritain, Vevey : conversion en Centre de traitement et réadaptation (CTR), création d’une antenne médico-chirurgicale pour les petites urgences et d’un centre de dialyse ;
- site de Monthey : conversion en Centre de traitement et réadaptation (CTR), création d’une antenne médico-chirurgicale pour les petites urgences et d’un centre de dialyse ;
- certains sites devaient être reconvertis hors du nouvel Hôpital Riviera-Chablais :
  - Site de Mottex, Blonay : conversion en établissement médico-social (EMS),
  - Site de Miremont, Leysin : conversion en établissement médico-social (EMS).

Certains sites devaient arrêtés leurs activités et leur reconversion est à l’étude :
- site de la Providence, Vevey ;
- site de Montreux ;
- site d'Aigle.

Jusqu’à la mise en exploitation du site de Rennaz, les sites existants ont continué de fonctionner dans leurs configurations actuelles.

### Accessibilité
Le Grand Conseil du Canton de Vaud a allongé le crédit d’études de 1,7 million concernant la réalisation d’aménagements routiers et les installations de transports publics à Rennaz. Ce crédit vise à conduire les phases d’étude préliminaire. L’étude préliminaire consiste en la définition du prolongement du tracé de la ligne de trolleybus 201 à travers Villeneuve en desservant la gare CFF (actuel terminus), en la détermination des aménagements à réaliser sur la route cantonale 726 entre le giratoire du Pré-de-la-Croix et l’entrée de Rennaz, et la construction de la ligne de contact pour les trolleybus sur le prolongement entre Villeneuve et Rennaz.

### Situation du projet en février 2013
Le Plan d'affectation cantonal (PAC) lié à l'Hôpital Riviera-Chablais a été mis en consultation publique du 1er octobre jusqu'au 1er novembre 2012. Il a suscité le dépôt de six oppositions visant à « relever l’insuffisance de transports publics vers l’hôpital. » 
La mise à l'enquête du permis de construire s’est déroulée du 10 décembre 2012 au 10 janvier 2013. Dix-neuf (19) oppositions ont été déposées, touchant notamment à des questions d’accessibilité et de trafic d’hélicoptères. 
Les oppositions au PAC et au permis de construire sont simultanément traitées par le Service du développement territorial de l'État de Vaud (SDT) pour le PAC et par la Commune de Rennaz pour la mise à l’enquête. 
Parallèlement, depuis mi-janvier 2013, les travaux de démolition et de désamiantage ont commencé sur le site de la Grange des Tilles. Cela concerne les bâtiments agricoles, les habitations, le manège à chevaux et le centre sportif (halle de rink-hockey et terrains de football). Ces travaux, conduits par l'entreprise Michel et fils SA à Aigle, devraient se terminer fin mars 2013.

### Construction
Le gros œuvre de l'hôpital à Rennaz est achevé en juin 2017 après deux ans de travaux.

## Situation
Le Centre hospitalier de Rennaz est desservi par trois lignes de bus :
- Ligne VMCV 201 depuis Vevey, avec notamment des arrêts aux gares de Vevey, Montreux et Villeneuve
- Ligne TPC 111 depuis la gare d'Aigle
- Ligne CarPostal 120 depuis la gare de Monthey

## Activités
Dès son ouverture, l'établissement fait l'objet d'alertes sur sa situation financière mal maitrisée : un audit inter-cantonal met en lumière en 2019 des lacunes budgétaires importantes. En 2020, l'épidémie de Covid-19 fragilise encore un peu plus les finances de l'établissement.

### Filmographie
- Et dehors la vie continue, film documentaire de Daniel Maurer, 2021, 82 minutes.